# Synagoge (Landau in der Pfalz)
Die Synagoge in Landau in der Pfalz, einer Stadt in Rheinland-Pfalz, war eine Synagoge, die 1882/84 gebaut und während der Novemberpogrome 1938 zerstört wurde. Die Synagoge stand in der früheren Kaiserstraße 3, heute Ecke Friedrich-Ebert-Straße und Reiterstraße.

## Geschichte
Eine Synagoge in Landau wird bereits 1435 genannt. Die jüdische Gemeinde Landau plante seit Ende des 18. Jahrhunderts einen Neubau, da die alte Synagoge zu klein geworden war. Schließlich ergab sich, dass durch die Planung der Stadterweiterung, die Stadt Landau der jüdischen Gemeinde ein 2500 m² großes Grundstück schenkte. Die Pläne wurden von Heinrich Staudinger erstellt, der sich bei seinen Entwürfen unter anderem an der Synagoge in Heilbronn, 1877 von Adolf Wolff errichtet, orientierte. Die Gesamtkosten betrugen ca. 200.000 Mark, mehr als dreimal so viel wie der Bau des neuen Landauer Hauptbahnhofs gekostet hatte. Am 5. und 6. September 1884 fand die feierliche Einweihung der Synagoge statt, bei der Rabbiner Elias Grünebaum die Festpredigt hielt.

## Architektur
Die Synagoge hatte eine Grundfläche von 390 m² und eine Höhe von 16 m. Die Formen griffen Motive mittelalterlicher Kirchen in Italien auf: die Rundbogenfenster, die Rundbogenfriese, die Rosetten u. a.m. Die Kuppeln waren vom Stil der italienischen Renaissance inspiriert.

## Zeit des Nationalsozialismus
Die Synagoge in Landau wurde am 10. November 1938 niedergebrannt und vom 12. bis 15. November 1938 von der Technischen Nothilfe gesprengt. Mauersteine der Synagoge, die nach der Sprengung gewonnen wurden, sind heute noch in der Stützmauer am Savoyenpark entlang der Xylanderstraße verbaut. Auf dem Platz der Synagoge wurden ab 1959 Offizierswohnungen errichtet. 

## Gedenken
Seit 1968 erinnern ein Mahnmal und eine Gedenktafel an die Synagoge und die jüdische Gemeinde in Landau. Sie befinden sich in der kleinen Parkanlage an Ecke Friedrich-Ebert-Straße und Reiterstraße. Die Gedenktafel ist in den Boden eingelassen. An der Stützmauer am Savoyenpark ist eine Mahntafel angebracht mit folgender Inschrift:
„Diese Mauer wurde mit Steinen der Landauer Synagoge errichtet. Erbaut 1884 – zerstört 1938“. 